# Rebecca Marino
Rebecca Catherine Marino (n. 16 decembrie 1990, Toronto, Ontario, Canada) este o jucătoare canadiană profesionistă de tenis. La 11 iulie 2011, ea a atins cea mai înaltă poziție în clasamentul WTA la simplu, locul 38 mondial. Marino a fost decernată Jucătoarea Anului de către Tenis Canada de două ori, în 2010 și 2011. Ea a decis la sfârșitul lunii februarie 2013 să ia o perioadă nedeterminată de la tenis. În timpul pauzei, a studiat literatura engleză la Universitatea British Columbia și a făcut parte din echipa de canotaj. Ea a fost, de asemenea, antrenor certificat Club Pro 1 la Centrul de tenis UBC. În octombrie 2017, Marino și-a anunțat intenția de a reveni în circuitul profesional, dar revenirea ei a fost amânată din cauza reglementărilor administrative ITF. A fost eligibilă să se întoarcă la sfârșitul lunii ianuarie 2018 și a câștigat titlul în primul turneu la care a participat, 15.000 dolari în Antalya.